# Carlos Micháns
Carlos Micháns (Buenos Aires, 18 de agosto de 1950) es un compositor, escritor y dibujante neerlandés de origen argentino, radicado en los Países Bajos desde 1982. Sus obras, desde piezas para solistas hasta grandes composiciones para coro y orquesta, son publicadas en La Haya por Donemus. Micháns también es escritor; ha publicado poesía, cuentos, novelas y una serie de ensayos sobre la historia argentina. De 1995 a 2012 estuvo a cargo de Podium Neerlandés, un programa de Radio Nederland, la emisora mundial de los Países Bajos, destinado al público de habla hispana, con grabaciones realizadas en las principales salas de conciertos de los Países Bajos.

## Biografía

### Primeros años en Argentina
Nacido como Carlos Eduardo Micháns en Buenos Aires, Argentina, en el seno de una familia de clase media con ascendencia española, francesa, sueca, inglesa, escocesa y estadounidense, Micháns  comenzó a tomar lecciones de piano y teoría a los siete años, pero abandonó después de unos años. Según el propio compositor, la teoría y el solfeo le resultaban aburridos, y sólo quería tocar lo que escuchaba y componer sus propias melodías. A los doce años decidió retomar el piano y la teoría. Continuó sus estudios musicales hasta su graduación universitaria. Todavía un adolescente, su profesora de piano, Almah Melgar, lo alentó a tocar sus propias composiciones en los conciertos anuales del conservatorio, los cuales se llevaban a cabo en un salón del centro de Buenos Aires. Esta primera prueba de éxito, aunque breve y modesta, le hizo decidirse por la composición. Sin embargo, sus primeras lecciones, a los diecisiete años, con Roberto García Morillo, figura importante de la música argentina, no resultaron un gran éxito, lo que Micháns atribuyó a la falta de habilidad pedagógica de su maestro. Al mismo tiempo, estudió armonía, contrapunto y fuga con Susana Oliveto, una joven y talentosa compositora que se convertiría en su verdadera mentora musical y amiga de toda la vida. En 1967, Almah Melgar le concedió una beca de dos años para estudiar órgano con Carlos Larrimbe, reconocido director de coro y organista de la Iglesia del Salvador de Buenos Aires. La perspectiva de un futuro como organista, y eventual sucesor de su maestro, sin embargo, se truncó cuando este último falleció repentinamente, menos de un año después. Aunque al principio desorientado por este súbito cambio, Micháns continuó sus estudios de dirección de coro y orquesta en la Universidad de Buenos Aires, así como en el Instituto de Arte del Teatro Colón, todo lo cual completó, casi simultáneamente, en 1973.

### Cambio de planes
Casi seguro de obtener un trabajo en el teatro al cabo de sus estudios, sus esperanzas se vieron frustradas nuevamente por un nuevo golpe del destino. El malestar político en Argentina a principios de la década de 1970 y el regreso al poder del régimen peronista provocaron una reorganización del teatro, y la reincorporación del personal previamente destituído por la ex-comisión directiva. También hizo que Pedro Valenti Costa, director del Instituto de Arte y responsable directo de su eventual nombramiento como maestro interno, renunciara. Siguieron algunos años de incertidumbre, durante los cuales se volcó a la plástica (dibujo y escultura). Más tarde se inscribió en la Facultad de Veterinaria, para asegurarse una fuente de ingresos en un país ganadero como Argentina. Esta nueva aventura, sin embargo, duró poco y dejó la facultad a los pocos meses, a causa de la permanente agitación estudiantil y el adictronamiento peronista, que hacían que estudiar resultara casi imposible. En 1976, Micháns decidió volver a la música, y logró asegurarse un salario mensual como profesor de música, que luego cambió por un puesto más lucrativo y relajado como profesor privado de inglés. Aunque nunca dejó de componer, su producción fue limitada, en parte por falta de tiempo, y sus obras rara vez se tocaban, salvo algunas piezas menores para piano, órgano y coro. Un avance significativo fue la interpretación en 1981 de sus Tres piezas para orquesta de cámara por la Orquesta Sinfónica Nacional, que, aunque cálidamente recibida por la crítica, luego descartó.

### Los Países Bajos: un nuevo comienzo
De regreso de una breve visita a los Países Bajos en 1981, Micháns solicitó una beca del gobierno holandés que le permitiría liberarse del trabajo y otras obligaciones, para concentrarse exclusivamente en la composición. Aunque ganó la beca, el repentino estallido de la Guerra de las Malvinas amenazó con frustrar sus planes una vez más, pues los Países Bajos eran aliados naturales de los británicos. Sólo obtuvo su permiso al final de la guerra, y pudo viajar a los Países Bajos en agosto de 1982. En el Conservatorio de Utrecht, en ese momento uno de los más prestigiosos e internacionales de los Países Bajos, tomó lecciones de Hans Kox, Joep Straesser, Ton Bruynèl (en música electrónica) y Tristan Keuris. Durante esta nueva etapa de aprendizaje, Micháns no sólo pudo concentrarse por completo en la composición, sino también explorar otros estilos y técnicas de composición. Poco después de obtener su diploma en 1987, adoptó la ciudadanía holandesa. Desde entonces ha residido en la ciudad de Utrecht.

### Francia
Desde 2011, Micháns divide su tiempo entre Holanda y Francia, donde, además de componer, organiza conciertos y participa en otras actividades culturales, principalmente en la región noreste de Champagne-Ardennes. Junto con el economista y amante del arte Marcel Peek, ha fundado el «Centre Culturel Arteméum», en la histórica ciudad de Langres (Haute-Marne). El objetivo del Centro, que abrió sus puertas al público en julio de 2019, es principalmente la realización de exposiciones de las colecciones de arte de Micháns, que abarcan diversas disciplinas como la pintura, el dibujo o los textiles de diferentes culturas de Europa, África y Asia.

## La música
Lejos de negar sus raíces y antecedentes musicales sudamericanos, como la música folclórica y los ritmos argentinos, Micháns los considera componentes de su personalidad, aunque no esenciales para su lenguaje musical. Por otro lado, la exposición sostenida a las nuevas sonoridades de todo el mundo, rara vez escuchadas en Argentina, resultaría en una actualización paulatina de su estilo habitual, fuertemente influído por las disonancias libres y agresivas de Bartók y Prokófiev, sin romper por completo con la tradición. Nunca interesado en la experimentación por sí misma, adoptó sin embargo ciertos aspectos del serialismo y del minimalismo, descubrió la música de Olivier Messiaen, Witold Lutoslawski y Henri Dutilleux, por nombrar solo algunos, y combinó sus hallazgos en un estilo uniforme y distintivo de su propia obra. Más recientemente, ha agregado algunos elementos asiáticos a su paleta, como resultado de sus frecuentes visitas, tanto en privado como de gira con otros músicos, a India e Indonesia. Esto es particularmente evidente en su Sinfonia Concertante n.º 4, la obra coral Tirthankara, Purana para saxofón y piano y Dradivian Moods, para oboe y cuarteto de cuerdas. En su opinión, cualquier estilo, cultura o época puede aportar material útil y enriquecer la gramática de la música, y corresponde al compositor seleccionar y combinar los elementos que más se adapten a sus necesidades, con el fin de configurar un lenguaje ampliamente accesible pero personal. Este nuevo enfoque es evidente en una de las principales obras para piano de Micháns, Apariciones, compuesta para el destacado pianista holandés Ronald Brautigam en 1990, y que el propio compositor considera un punto de inflexión en su carrera creativa. Unos años antes de Apariciones, el Magnificat para soprano y coro también refleja la afinidad de Micháns con la música vocal y su anterior formación como director de coro. Combinando armonías ricas y disonantes, y un contrapunto con fuertes raíces en la tradición polifónica, es la primera de una larga serie de obras que gradualmente establecerían su nombre en la rica vida coral de los Países Bajos. Escribiendo casi exclusivamente por encargo, la producción de Micháns desde su llegada a los Países Bajos ha crecido de manera constante. En la actualidad, su catálogo incluye obras para todo tipo de combinaciones instrumentales, desde solos hasta grandes composiciones para coro y orquesta. Su lista de música de cámara y coral incluye una serie de títulos interpretados regularmente por músicos y conjuntos neerlandeses e internacionales. Numerosas de sus composiciones, publicadas en La Haya por Donemus, han sido editadas en CD. Entre los músicos y conjuntos de talla internacional que han interpretado música de Carlos Micháns se encuentran: Isabelle van Keulen (vl.), Ronald Brautigam (pn.), Michael Collins (cl.), Liza Ferschtman (vl.), Tjeerd Top (vl.), Dmitry Ferschtman (vc.), Remy van Kesteren (arpa), Arno Bornkamp (saxofón), Pieter Wispelwey (vc. ), Marcio Carneiro (vc.), Lavinia Meijer (hp.), Udo Reinemann (barítono), Thierry Fischer (director), Kenneth Montgomery (director), Etienne Siebens (director), Utrecht String Quartet, Aurelia Saxophone Quartet, Duo Imaginaire (clarinete y arpa), Het Reizend Muziekgezelschap (Sociedad de Música de Cámara de Ámsterdam), Orquesta Filarmónica de Róterdam, Orkest van het Oosten, Radio Kamer Filharmonie, Groot Omroepkoor (el coro principal de la Radio Pública de los Países Bajos), Holland Symfonia y Hagen Philharmonisches Orchestre  de Alemania.

## Trabajo radial y literario

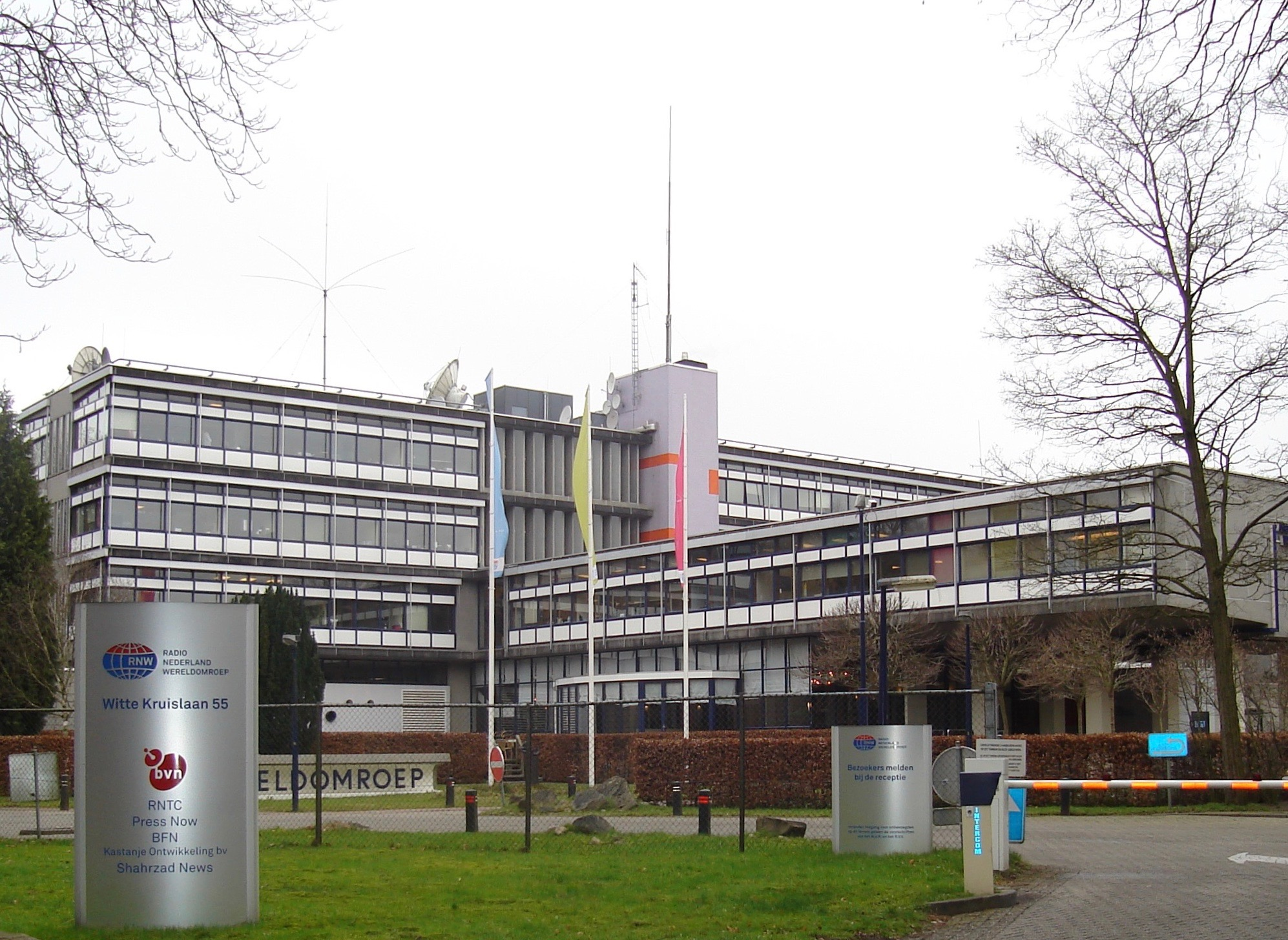
Estudios centrales de Radio Nederland en Hilversum, (2008)

Aunque nunca tuvo la intención de publicarlos, los primeros esfuerzos literarios serios de Micháns se remontan a la década de 1970, cuando comenzó a escribir cuentos y poesía. No fue hasta después de sus primeras visitas a la India, a principios de la década de 1990, que se decidió a publicar ediciones limitadas de sus historias de viajes (Los ojos de Meenakshi), leyendas (El mercader de Poompuhar) y una novela (Madurai, Madurai) basada en la India. sus tradiciones y su religión. Sin embargo, el objetivo principal de estas publicaciones no era literario ni comercial, sino servir para la recaudación de fondos para proyectos humanitarios en el sur de la India, en los que Micháns estaba involucrado en ese momento. Posteriormente continuó explorando y escribiendo sobre otros temas, entre ellos relatos autobiográficos (Rogelio G.), y un ensayo sobre aspectos de la historia argentina hasta 1982 (Llueve rojo en Buenos Aires). Hasta el momento, su producción literaria consiste en unos treinta y cinco títulos en diversos idiomas (castellano, holandés, inglés y francés), que tratan de diversos temas. Además, de 1995 a 2012 Micháns fue redactor y editor independiente de Podium Neerlandés, un programa de música clásica selecta de la emisora internacional holandesa Radio Nederland para el público hispanohablante, principalmente latinoamericano.

## Trabajos seleccionados

### Para solistas
Tema, Toccata y Fuga (órgano, 1977)
Aria (órgano, 1981-1982)
Diferencias y Fuga en Modo Arcaico (órgano, 1981-1982)
Música para saxofón (1984)
In Alta Solitudine (Sonata n.º 2, violín, 1986)
Sonata para violonchelo (1987)
Apariciones (piano, 1990)
Sonata para Viola (1993)
Suite en Noir (clarinete bajo, 1993)
Tres Impromptus (piano, 1994)
Cinco reflexiones (sobre un tema de Béla Bartók; violín, 1995)
Cinq-plus-cinq (Etude-Caprice para arpa a diez dedos; 2010)
Mouvements éclatants (para arpa a diez dedos; 2011)
Cinq prières de détresse (órgano, 2014)
Dos improvisaciones (sobre el Kyrie de la misa gregoriana «Cum Iubilo», para órgano; 2018)

### Música de cámara
Divertimento para cinco trompetas (1985)
Música para arpa y clarinete (1985)
3 Piezas para piano y marimba (1986)
Concerto per cinque n.º 1 (cl., tr., vl., vc., pn.; 1986)
Cuarteto de clarinetes (1986)
Cuarteto de cuerdas n.º 1 (1988, rev. 1990)
Episodios para 18 intérpretes (1989)
Cuatro movimientos para violonchelo y piano (1989)
Cuarteto de saxofones n.º 1 (1989)
Cuarteto de cuerdas n.º 2 (1992)
Concerto de cámara (violín y conjunto; 1993)
Quinteto con piano (1994)
Cuarteto de saxofones n.º 2 (1998)
Après minuit (saxo soprano, violín, arpa, perc., pn.; 1998)
Purana (saxofón alto y piano; 1999)
Divertimento para ocho cuerdas (Variaciones sobre una canción tamil; 2000)
L'Ange maudit (violín y piano; 2000)
Igoriana (Tres miradas sobre la Consagración de la Primavera) (cl., vl., va., vc., d-b, pn.; 2001)
Cuarteto con piano (2001)
Entre nous (Tres escenas para violín en violonchelo; (2003)
Trois étoffes anciennes (viola y piano, 2003)
Dravidian Moods (oboe y cuarteto de cuerda; 2007-2008)
Trois portraits de l'amour (viola y piano; 2009)
Del Sur (violín, saxofón alto y piano; 2011)
Four city nocturnes (saxofón tenor y piano; 2012)
Cinco comentarios sobre «Ich ruf zu Dir ...» (clarinete y arpa; 2012)
The frozen lake (saxofón, violín y arpa; 2012)
La Muerte de Euterpe (violín, viola y órgano; 2013)
Improvisación sobre «Ich ruf zu Dir ...» (violín y órgano; 2014)
Chant d'amour (violín, saxofón, piano; 2015-2016)
Improvisación sobre «Ich ruf zu Dir ...» (versión para violín, saxofón y piano; 2016)
Triade (violín, viola; 2016)
Lacrimae (Cuarteto de cuerda n.° 3; 2016)
Lacrimae aeternae (por Dowland-Sweelinck, para cuarteto de cuerdas; 2017-2018)
Canta, canta más (por Tom Jobim, para clarinete, violín, violonchelo y arpa, 2019)
Urban suite (para dos saxofones; 2019-2020)

### Canciones
Cinco canciones de amor (Pablo Neruda, barítono y piano; 1988)
Cinco Monogramas (Ida Gerhardt, voz femenina y piano; 1994)
Terracota (Antony Heidweiller, tenor y piano: 1994)
El otoño (John Wilmot, tenor y piano, 2008)

### Música coral
Estrangulé a mi hermano (R. Char, coro a cappella; 1976, rev. 2014)
Magnificat (soprano y coro, 1985)
Canciones de otoño (Rilke; 1989)
Salmos (Quevedo; 1992)
El cortejo de Orfeo (Apollinaire, coro y conjunto de acordeón; 1993)
Seis Epigramas (Martialis, coro, arpa y quinteto de cuerda; 1993, rev. 1995)
Tres Plegarias (Micháns, coro y 12 vientos; 1999)
Dos Tangos (Micháns, coro, bandoneón, piano, 2 vls., va., vc. y  v.; 2000)
Dos Abismos (Micháns, coro femenino; 2008)
Ave María - Padre Nuestro (coro mixto a capela; 2010)
Apóstrofe (coro mixto a capela; 2012)
Cherished dream (coro mixto a capela, 2014)

### Para orquesta
Sinfonía Concertante n.° 1 (2 vls. y orquesta de cuerdas; 1987)
Joy (obertura minimalista para orquesta; 1987)
Concierto Breve para orquesta (1990)
Movimientos concertantes (piano, perc. y orquesta de cuerdas; 1991)
Sinfonia Concertante n.° 2 (vl., vc.,  y orquesta; 1996)
Fénix (obertura sinfónica; 1997)
Kaleidos (sinfonía concertante n.° 3, vl., cl., pn. y orquesta; 2000)
Sinfonía Concertante n.° 4 (vl., va. y orquesta; 2002)
Concierto para arpa y orquesta (2006)
Concierto para saxofón y orquesta (2009)
Sinfonia Concertante n.° 5 («Imaginaria») (cl., arpa y orquesta; 2010)

### Para voz, coro y orquesta
Syrinx (Ovidio) (coro y orquesta; 1990)
Correspondences (De Nerval, Flaubert, Baudelaire, barítono, coro y orquesta; 1991)
Quid hoc dementia est? (Erasmo, doble coro y orquesta; 2004)
Sinfonía Trajectina (Micháns, coro y orquesta; 2005-2006)
And Nothing Death (John Wilmot, soprano, coro y orquesta; 2007)
Tres poemas de Drenthe (Suze Sanders, coro y orquesta, 2008)
Soy Manuela (Micháns, soprano y orquesta; 2008-2010)

### Obra literaria
Rogelio G. (cuentos -en español)
El Mercader de Pumpuhar (historias indias - en español)
Los ojos de Meenakshi (historias indias - en neerlandés)
Madurai, Madurai (novela - en neerlandés)
Llueve rojo en Buenos Aires (ensayos - en neerlandés)
Poemas Terminales (en español y neerlandés)
Nuevos Abismos y otros poemas (en español y neerlandés)
Thangkas en miniatura de Mongolia (introducción de un coleccionista- en inglés)
Parabestiario (pequeñas historias de animales - en español)
Del Opio de los Pueblos y otros escritos (ensayos - en español)
Nuevos Poemas (poesía - en español, en neerlandés y en inglés)
Desde la Oscuridad (poesía - en español y neerlandés)
Volver a Madurai (cuentos en español)
Madurai Revisited; stories (versión en inglés de Volver a Madurai)
No tanto sobre música (Cartas a F.) (ensayos- en neerlandés)
Cuaderno de Voisey (poesía - en francés)
Cuaderno de la noche (poesía - en francés)
Cuaderno del vacío (poesía - en francés)
Cuaderno de retratos (poesía - en francés)
Cuaderno de espejos (poesía - en francés)
Cuaderno de Terpsícore (poesía y prosa - en francés)